# 本渡楓
本渡楓（日语：／ Hondo Kaede，1996年3月6日—）是日本的女性聲優，愛知縣名古屋市出身。I'm Enterprise所屬。

## 人物
高中二年級進入日本播音演技研究所名古屋校就讀，2015年4月進入I'm Enterprise。
高中時代加入戲劇社，但因為身高矮小無法演出護士，而改以不會被外貌影響的聲優為目標。
崇拜的聲優是同事務所的大西沙織，交情好的聲優有桑原由氣、河瀨茉希，事務所的前輩小澤亞李與長繩麻理亞等。
愛吃辣；對於演出嬰兒的聲音很有自信。
2019年，獲得第13回聲優獎新人女優賞。

## 演出作品
※粗體字為主要角色。

### 電視動畫
2015年
- 電波教師（女性）
- 青春×機關槍（女性客、女兒〈優香〉）
- 見習神仙 秘密的心靈（四葉心[6][7]、妮可莉）
- 不思議美眉（野乃本庫庫露[8][9]、梅努斯〈第4話、第7話、第13話〉）
- DIABOLIK LOVERS MORE,BLOOD（梅莉莎）
- 流浪神差 ARAGOTO（朋子）
- 槍與面具（小學生們）
- 女武神驅動 -美人魚-（魔女）
- 重裝武器（衛生兵）

2016年
- 疾走王子Alternative（女學生、過路人）
- 最弱無敗神裝機龍（女學生B、女學生C、女學生E）
- Active Raid－機動強襲室第八課－（少女）
- 百無禁忌！女高中生私房話（超讚菜[10]）
- 重裝武器（明莉[11]）
- 舞武器·舞亂伎（蕾蒂西亞·尼爾基利·斯旺森）
- 粗點心戰爭（少女）
- 少年女僕（竹井宏、餡太郎、小狗、黑豆）
- 學戰都市Asterisk 第2期（瑪麗亞）
- 雷加利亞三聖星（羽依希爾·埃斯托利亞）
- 半田君傳說（金城美代子／Eraser〈美代子〉、女學生B）
- 91Days（露潔）
- 食戟之靈 貳之皿（女性記者B、女性職員）
- 槍彈辯駁3 －The End of 希望峰學園－ 絕望篇（學生會 梅澤愛子）
- 小桃小栗 Love Love物語（女學生）
- 舞武器·舞亂伎 星之巨人（蕾蒂西亞·尼爾基利·斯旺森）
- 魔法少女育成計劃（堇）
- 競女!!!!!!!!（青葉風音[12]）
- 少女編號（久我山八重[13]）
- 烏龍麵之國的金色毛毬（田中望、小刺猬1）
- 時間飛船24（女子學生B）
- 魔法使 光之美少女！（少女）

2017年
- 烏菈菈迷路帖（紺[14]）
- 風夏（榛名知歲）
- 亞人醬有話要說（小鳥遊緋雁[15]）
- 快盜天使BREAK（麗的姐姐）
- KiraKira☆光之美少女 A La Mode（劍城美久[16]）
- 戰鬥女子學園（煌上花音[17]）
- 戀愛與謊言（根島絆、女學生B、大越、本庄、小柳實奈、公關）
- 咕嚕咕嚕魔法陣（米古）
- 動畫同好會（阿佐谷未乃愛[18]）
- Classica Loid 第2期（麻理）

2018年
- 比宇宙更遠的地方（玉木凜）
- 全力貓
- 刀使之巫女（衛藤可奈美[19]）
- 學園奶爸（猿渡美鳥、牛丸雪）
- 童話魔法使（加澄有子）
- 廢柴王子 ANIME CARAVAN（キュアラン）
- 皇帝聖印戰記（柯琳·梅薩拉）
- 漫畫女孩（戀塚小夢[20]）
- 極道超女（三嶋瞳）
- 最終休止符 -無止境的螺旋物語-（白熊）
- 魔法少女網站（泉峰美佳里[21]）
- 琴之森
- 齊木楠雄的災難（第2期）（机器貓瓦普、小學生④）
- 和風喫茶鹿楓堂（西條音音子）
- 千緒的通學路（細川雪[22]）
- 佐賀偶像是傳奇（源櫻[23]）
- 寄宿學校的茱麗葉（步米良仁愛[24]、少年、少女）
- RErideD -穿越時空的德理達-（瑪尤卡[25]）
- 来自多彩世界的明天（月白琥珀[26]）
- 哆啦A夢（龍宮姫子）

2019年
- 迷你刀使（衛藤可奈美[27]）
- 關於我轉生變成史萊姆這檔事（蒂亞）
- 鬼滅之刃（竈門茂）
- 魔術學姐（學姐[28]）
- 只要長得可愛，即使是變態你也喜歡嗎？（桐生瑞葉[29]）
- KIRA KIRA HAPPY★ 打開吧！見習神仙精靈（四葉心）
- 戰×戀（早乙女七樹[30]）
- BEASTARS（黑貓、老鼠、廣播、犀牛）
- 歌舞伎町夏洛克（憐子）
- 入間同學入魔了！（伊克斯·艾麗莎貝塔）

2020年
- 怕痛的我，把防禦力點滿就對了（梅普露／本條楓[31]）
- 神推偶像登上武道館我就死而無憾（五十嵐玲央[32]）
- 貓娘樂園（千代）
- 隱瞞之事（東御雛）
- 闇影詩章（天宮美森）
- 戀與製作人～EVOL×LOVE～（少年）
- 宇崎學妹想要玩！（鳥取導遊）
- 魔女之旅（伊蕾娜[33]）
- Love Live! 虹咲學園學園偶像同好會（近江遙）
- 戰翼的希格德莉法（嬰兒）

2021年
- BEASTARS（第2期）（山羊、ピーチ）
- WIXOSS DIVA(A)LIVE（Mika／Michaela）
- 奇蛋物語 Wonder Egg Priority（遙香）
- 怪物事變（綾）
- Vivy -Fluorite Eye's Song-（泛用型歌姬AI）
- 佐賀偶像是傳奇 捲土重來（源櫻、與櫻相似的看板娘）
- 結城友奈是勇者 啾嚕！（土居球子）
- 持續狩獵史萊姆三百年，不知不覺就練到LV MAX（萊卡[34]）
- 魔法水果籃 The Final（女學生、草摩日向）
- 關於我轉生變成史萊姆這檔事 轉生史萊姆日記（蒂亞）
- 入間同學入魔了！（第2期）（伊克斯·艾麗莎貝塔、莫西干男孩）
- 青梅竹馬絕對不會輸的戀愛喜劇（大良儀紫苑）
- 精靈幻想記（芙蘿菈·貝爾托姆）
- 關於我轉生變成史萊姆這檔事（第2期）（蒂亞）
- 陰陽眼見子（百合川華[35]）
- 宿命迴響：命運節拍（安娜·施耐德）
- 狂熱深淵 迷失的孩子（餅木堇）
- 鬼滅之刃 無限列車篇（竈門茂）
- 卡片戰鬥!! 先導者 overDress（女學生）
- 結城友奈是勇者-大滿開之章-（土居球子）
- 古見同學有交流障碍症。（古見晶）

2022年
- 自稱賢者弟子的賢者（麗塔莉雅）
- 明日同學的水手服（苗代靖子）
- 勇者辭職不幹了（艾奇德娜）
- 派對咖孔明（月見英子[36]）
- 舞動不止（五代都[37]）
- Love Live! 虹咲學園學園偶像同好會 第二季（近江遙）
- 古見同學有交流障碍症。 第二季（古見晶）
- 闇影詩章F（天宮美森）
- 異世界藥局（夏珞特·索芮[38]）
- 惑星公主蜥蜴騎士（幼年夕日）
- 盛開的阿斯諾特莉亞 吸！（奴庫特梅蓉）
- 入間同學入魔了！（第3期）（伊克斯·艾麗莎貝塔）
- 数码宝贝幽灵游戏（愛精靈獸、缅破獸：凶恶形态）
- 呆萌酷男孩（田中奈子、女性客）

2023年
- 冰劍的魔術師將要統一世界（克拉麗絲·克里夫蘭[39]）
- 怕痛的我，把防禦力點滿就對了2（梅普露／本條楓[40]）
- 最強陰陽師的異世界轉生記（費歐娜·烏爾德·艾爾葛拉伊芙[41]）
- 卡片戰鬥!! 先導者 will+Dress（アスカ）
- 英雄王，為了窮盡武道而轉生～而後成為世界最強見習騎士♀～（里歐妮的母親）
- 虹咲四格 動畫版（近江遙）
- Dr.STONE 新石紀 NEW WORLD（霧雨[42]）
- 獻祭公主與獸王（卡爾卡拉）
- 轉生成自動販賣機的我今天也在迷宮徘徊（拉蜜絲[43]）
- 寶可夢 地平線（奇樹[44]）
- 甜點轉生（莉可莉絲·米爾·弗巴雷克[45]）
- 殭屍100～在成為殭屍前要做的100件事～（殭屍1[46]）
- 超超超超超喜歡你的100個女朋友（花園羽香里[47]）
- 鐵路浪漫譚2（海[48]）
- 我們的雨色協議（佐藤星詩流[49]）
- 名偵探柯南（湯川さおり）
- 決鬥大師 WIN 決鬥學園篇（チュウ太郎）

2024年
- 指尖相觸，戀戀不捨（藤白玲[50]）
- 最強肉盾的迷宮攻略～擁有稀少技能體力9999的肉盾，被勇者隊伍辭退了～（妮恩[51]）
- ONE PIECE（阿特拉斯[52]）
- 休假的壞人先生（綾[53]）
- 神奇柑仔店 錢天堂（上樫潤美）
- 新幹線變形機器人 CHANGE THE WORLD（青梅舞[54]）
- 夜櫻家大作戰（夜櫻六美[55]）
- THE NEW GATE（蒂爾娜·盧森特[56]）
- 蔚藍檔案 The Animation（阿慈谷日步美[57]）
- 我回來了、歡迎回家（望月滿[58]）
- 從路人角色開始的探索英雄譚（壇孃）
- 結緣甘神神社（甘神夕奈[59]）
- 最狂輔助職業【話術士】世界最強戰團聽我號令（達妮雅[60]）
- 精靈幻想記2（芙蘿菈·貝爾托姆[61]）
- 成為名留歷史的壞女人吧（梅爾）

2025年
- 中年男的異世界網購生活（普莉姆拉[62]）
- 歡迎來到日本，妖精小姐。（瑪莉[63]）
- 超超超超超喜歡你的100個女朋友（第2期）（花園羽香里[64]）
- MOMENTARY LILY 剎那之花（香水檸檬）
- 持續狩獵史萊姆三百年，不知不覺就練到LV MAX ～其二～（萊卡[65]）
- 完美到難以接近的聖女遭到解除婚約後被賣到鄰國（米雅·艾德諾[66]）
- 轉生成自動販賣機的我今天也在迷宮徘徊 2nd season（拉蜜絲[67]）
- 水屬性的魔法師（瑟拉[68]）
- 魔法藥水救救我（楓[69]）

2026年
- 黑貓與魔女的教室（絲碧卡·瓦戈[70]）

時期未定
- ARCANADEA 阿爾卡納蒂亞（露米蒂雅[71]）

### OVA
2017年
- 噬血狂襲Ⅱ（斐川志緒）
- 亞人醬有話要說（小鳥遊緋雁）

2018年
- 噬血狂襲III（斐川志緒[72]）

2020年
- 噬血狂襲 消失的聖槍篇（斐川志緒）
- 噬血狂襲IV（斐川志緒）
- 刀使之巫女 刻印閃爍的燈火（衛藤可奈美）

2022年
- 噬血狂襲FINAL（斐川志緒）

### 動畫電影
2016年
- POP IN Q（達連[73]）

2017年
- 劇場版 見習神仙 秘密的心靈：見習神仙精靈 引發奇蹟吧♪特普露與心跳神仙精靈界！（四葉心）

2018年
- 未來的未來 （未來（嬰兒時期））

2020年
- 约会大作战 赤黑新章: Dead or Bullet / Nightmare or Queen（绯衣响）
- 鬼滅之刃劇場版 無限列車篇（竈門茂）

2021年
- 劇場編輯版 隱瞞之事 -秘密之事是什麼-（東御雛）

2022年
- 刀劍神域劇場版 -Progressive- 陰沉薄暮的詼諧曲（莉庭[74]）

2023年
- 劇場版 森林家族 來自芙蕾雅的禮物（拉爾夫[75]）

2024年
- 死亡愛麗絲 最終最後的物語（睡美人[76]）
- 派對咖孔明 Road to Summer Sonia（月見英子[77]）

2025年
- 劇場版 佐賀偶像是傳奇 夢銀河天國（源櫻[78]）

### 網路動畫
2017年
- 怪物彈珠（阿瓦隆）
- 路西法的戰慄天籟 ～唯一的最初樂章～（達太喵）
- Monster Sonic! 達太喵的偶像宣言（達太喵）

2020年
- Ometeotl≠HERO（ユーキ赤子、異種族〈子〉）

2021年
- POKÉTOON「胖丁之歌」（小桃）

2022年
- 小太郎一個人生活（宏美、カケル）
- 新羅馬浴場（幼年路西斯）
- 蔚藍檔案 1.5周年紀念短篇動畫（阿慈谷日步美）
- TIGER & BUNNY 2（露比）

2023年
- 宇宙偶像（えっちゃん[79]）

2024年
- 高爾夫物語（小泉祐美子[80]）

### 遊戲
2015年
- 音速少女隊 -Photon Angels-（日语：音速少女隊 -Photon Angels-）（巴萊·哈提）
- 問答RPG 魔法使與黑貓維茲（妮緹雅）

2016年
- 偶像連結 -AsteriskLive-（羽田千乃[81]）
- 艦隊Collection（親潮）
- 戰鬥女子學園（煌上花音）
- 白貓Project（琳德）
- 白貓Tennis（瑟菈塔）
- 菲莉絲的鍊金工房 ～不可思議旅的鍊金術士～（菲莉絲·密斯忒盧特）
- 戰艦少女R（海伦娜）

2017年
- SINoALICE（睡美人）
- Song of Memories（柊花音[82]）
- 東京偶像計畫（櫻[83]）
- 妃十三學園（吉良小百合）
- 怪物彈珠（Two for all:達太喵）
- 結城友奈是勇者 花結的閃耀（土居球子）
- 閃耀幻想曲（巽紺、戀塚小夢）
- 生死格鬥：沙灘排球維納斯假期（菲歐娜）
- 莉迪&蘇瑞的鍊金工房～不可思議繪畫的鍊金術士～（菲莉絲·密斯忒盧特）

2018年
- 刀使之巫女 刻印閃爍的燈火（衛藤可奈美[84]）
- 秋之回憶 -無垢少女-（三城琴莉）
- 消滅都市2（絆、惡魔）
- 深淵地平線（響[85]）
- 審判之眼：死神的遺言（早乙女月乃）
- 永恆冒險（辛迪）

2019年
- 巴哈姆特之怒（源櫻）
- 學園少女突襲者2（湊小春）

2020年
- 怕痛的我，把防禦力點滿就對了。~LINEWARS！~（梅普露[86]）
- 數碼寶貝絕境求生（澀谷葵[87]
- Love Live! 學園偶像祭 ALL STARS（近江遙）
- 明日方舟（铃兰）

2021年
- 月姬 -A piece of blue glass moon-（希耶爾）
- Melty Blood: TYPE LUMINA（希耶爾、希耶爾猫姬）
- 魔法禁书目录 幻想收束（去鳴）
- 審判之逝：湮滅的記憶（早乙女月乃）(dlc)
- 蔚藍檔案（阿慈谷日步美）

2022年
- 碧藍航線（喀琅施塔得）
- 魔法紀錄 魔法少女小圓外傳（瀨奈命）
- 靈魂潮汐（葉隱琉璃）

2023年
- 宿命迴響（命運）
- 女神異聞錄：夜幕魅影（新井素羽）
- 寶可夢大師（小照）

2024年
- Fate/Grand Order（希耶爾）

2025年
- 鳴潮（菲比）

### 廣播劇CD
- sister-in-law!（詩雫白乃[88]）
- 小書痴的下剋上：為了成為圖書管理員不擇手段！
  - 廣播劇CD3（夏綠蒂、休華茲[89]）
  - 廣播劇CD4（夏綠蒂、休華茲、錫爾布蘭德[90]）
  - 廣播劇CD5（夏綠蒂、安潔莉卡[91]）
  - 廣播劇CD6（夏綠蒂、錫爾布蘭德、休華茲[92]）
  - 廣播劇CD7（夏綠蒂、安潔莉卡、休華茲[93]）
  - 廣播劇CD8（安潔莉卡[94]）
  - 廣播劇CD9（安潔莉卡、錫爾布蘭德、休華茲[95]）
  - 廣播劇CD10（夏綠蒂、安潔莉卡[96]）

2015年
- 世界末日的世界錄（冬妖精）

### 譯製配音

#### 動畫
2024年
- 龍族 -The Blazing Dawn-（諾諾[97]）

### 其他
- project758（高藏聖[98]）
- 童話魔法使 小説第4捲限定版特典音頻劇（2018年，加澄有子）

## 音樂CD

### 角色歌
| 發售日   | 名稱                                         | 演唱名義 | 歌曲名稱                                                                                                | 備註                                    |
| 2015年   | 2015年                                       | 2015年 | 2015年                                                                                                  | 2015年                                  |
| -------- | -------------------------------------------- | --- | --- | --------------------------------------- |
| 11月21日 |                                              | 野乃本索梅拉（仲谷明香）、野乃本庫庫露（本渡楓）、天童雫（桃河Rika）、松嶋愛（長繩麻理亞）                                           | 「」 | 電視動畫《不思議美眉》片頭曲            |
| 2016年   |                                              | | |                                         |
| 2月3日   |                                              | 野乃本庫庫露（本渡楓） | 「twin flower」                                                                                         | 電視動畫《不思議美眉》相關歌曲          |
| 6月22日  |                                              | 四葉心（本渡楓）、拉奇奇（潘惠美）                                                                                                   | 「」 | 電視動畫《見習神仙精靈》片尾曲          |
| 10月19日 | Fantas/HIP Girlfriends!                      | 神無望（Lynn）、宮田紗耶香（M·A·O）、青葉風音（本渡楓）、豐口音（大西沙織）                                                          | 「Fantas/HIP Girlfriends!」                                                                             | 電視動畫《競女!!!!!!!!》片尾曲          |
| 10月19日 | Fantas/HIP Girlfriends!                      | 青葉風音（本渡楓） | 「Touch Your Heart」 「Fantas/HIP Girlfriends!」                                                        | 電視動畫《競女!!!!!!!!》相關歌曲        |
| 11月16日 | 少女編號/Bloom                               | 少女編號 | 「Bloom」                                                                                               | 電視動畫《少女編號》片尾曲              |
| 11月23日 | Deep-Connect                                 | f*f | 「Deep-Connect」 「Decision」 「Desire Link」                                                           | 遊戲《戰鬥女子學園》相關歌曲            |
| 12月7日  | 少女編號/                                    | 少女編號 | 「」 | 電視動畫《少女編號》片尾曲              |
| 12月7日  | 少女編號/                                    | 少女編號 | 「虹色Sunrise」                                                                                         | 電視動畫《少女編號》插入曲              |
| 12月14日 | /SSS                                         | 少女編號 | 「」 | 電視動畫《少女編號》插入曲              |
| 12月21日 |                                              | 少女編號+櫻丘七海（佐藤亞美菜） | 「」 | 電視動畫《少女編號》插入曲              |
| 12月21日 | 烏丸千歲（千本木彩花）、久我山八重（本渡楓） | 「」 | 網路廣播《「少女編號」CUTE GIRLS RADIO》主題曲                                                          |                                         |
| 2017年   |                                              | | |                                         |
| 2月22日  |                                              | [ 成员 3 ] | 「」 | 電視動畫《烏菈菈迷路帖》片頭曲          |
| 2月22日  | 「」                                         | [ 成员 3 ] | 電視動畫《烏菈菈迷路帖》相關歌曲                                                                        |                                         |
| 2月22日  | 夏音--/Cat-Cat Romance                       | f*f | 「Cat-Cat Romance」                                                                                     | 遊戲《戰鬥女子學園》相關歌曲            |
| 3月22日  | 亞人醬有話要說 1 特典CD：角色歌集            | 小鳥遊ひかり（本渡楓） | 「」 | 電視動畫《亞人醬有話要說》相關歌曲      |
| 3月29日  | 少女編號/角色歌迷你專輯〜Growing!〜          | 久我山八重（本渡楓） | 「」 | 電視動畫《少女編號》相關歌曲            |
| 3月29日  | 少女編號/角色歌迷你專輯〜Growing!〜          | 少女編號+櫻丘七海（佐藤亞美菜） | 「Growing!」                                                                                            | 電視動畫《少女編號》相關歌曲            |
| 4月19日  | 電視動畫「烏菈菈迷路帖」角色歌1              | 紺（本渡楓） | 「」 | 電視動畫《烏菈菈迷路帖》相關歌曲        |
| 7月5日   | 烏菈菈迷路帖 角色歌迷你專輯                  | 紺（本渡楓） | 「」 | 電視動畫《烏菈菈迷路帖》相關歌曲        |
| 7月5日   | 烏菈菈迷路帖 角色歌迷你專輯                  | [ 成员 3 ] | 「」 | 電視動畫《烏菈菈迷路帖》相關歌曲        |
| 7月26日  |                                              | 神樹峰女學園星守班 | 「」 | 電視動畫《戰鬥女子學園》片頭曲          |
| 7月26日  | f*f                                          | 「Melody Ring」 | 電視動畫《戰鬥女子學園》片尾曲                                                                          |                                         |
| 7月26日  | f*f                                          | 「Gravity」 | 電視動畫《戰鬥女子學園》相關歌曲                                                                        |                                         |
| 10月4日  | LUSH STAR☆                                   | LUSH STAR☆ | 「LUSH STAR☆」 「」                                                                                     | 《溫泉女孩》相關歌曲                    |
| 11月22日 |                                              | GATALIS | 「」 | 電視動畫《動畫同好會》片尾曲            |
| 11月22日 | 「」                                         | GATALIS | 電視動畫《動畫同好會》相關歌曲                                                                          |                                         |
| 11月22日 | 戰鬥女子學園 BD、DVD第1卷特典CD              | 煌上花音（本渡楓） | 「」 「Deep-Connect」 「Decision」 「Desire Link」 「Cat-Cat Romance」 「Melody Ring」 「Gravity」 「」 | 電視動畫《戰鬥女子學園》相關歌曲        |
| 2018年   |                                              | | |                                         |
| 1月24日  | Save you Save me                             | 衛藤可奈美（本渡楓）、十條姬和（大西沙織）、柳瀨舞衣（和氣杏未）、糸見沙耶香（木野日菜）、益子薰（松田利冴）、古波藏愛蓮（鈴木繪理） | 「Save you Save me」                                                                                    | 電視動畫《刀使之巫女》片頭曲            |
| 1月24日  | Save you Save me                             | 衛藤可奈美（本渡楓）、十條姬和（大西沙織）                                                                                           | 「」 | 遊戲《刀使之巫女 刻印閃爍的燈火》主題歌 |
| 1月24日  |                                              | 衛藤可奈美（本渡楓）、十條姬和（大西沙織）、柳瀨舞衣（和氣杏未）、糸見沙耶香（木野日菜）、益子薰（松田利冴）、古波藏愛蓮（鈴木繪理） | 「」 | 電視動畫《刀使之巫女》片尾曲            |
| 2月21日  | 巫女之歌〜壹〜                               | 衛藤可奈美（本渡楓） | 「Sword & Wing」 「Save you Save me」 「」 「」                                                         | 電視動畫《刀使之巫女》相關歌曲          |
| 5月23日  | 進化系Colors                                 | 衛藤可奈美（本渡楓）、十條姬和（大西沙織）、柳瀨舞衣（和氣杏未）、糸見沙耶香（木野日菜）、益子薰（松田利冴）、古波藏愛蓮（鈴木繪理） | 「進化系Colors」                                                                                        | 電視動畫《刀使之巫女》片頭曲            |
| 5月23日  | 進化系Colors                                 | 衛藤可奈美（本渡楓）、十條姬和（大西沙織）                                                                                           | 「」 | 電視動畫《刀使之巫女》插入曲            |
| 5月23日  |                                              | 衛藤可奈美（本渡楓）、十條姬和（大西沙織）、柳瀨舞衣（和氣杏未）、糸見沙耶香（木野日菜）、益子薰（松田利冴）、古波藏愛蓮（鈴木繪理） | 「」 | 電視動畫《刀使之巫女》片尾曲            |
| 5月23日  | 衛藤可奈美（本渡楓）                         | 「」 | | 電視動畫《刀使之巫女》片尾曲            |
| 5月30日  | Memories/                                    | 漫畫女孩 | 「Memories」                                                                                            | 電視動畫《漫畫女孩》片頭曲              |
| 5月30日  | Memories/                                    | 漫畫女孩 | 「」 | 電視動畫《漫畫女孩》片尾曲              |
| 6月27日  | 極道超女音樂集 〜〜                          | 三嶋瞳（本渡楓）、詩子（日笠陽子）                                                                                                   | 「」 | 電視動畫《極道超女》相關歌曲            |
| 7月25日  | Danger in my 通學路                          | 三谷裳千緒（大空直美）、野野村真奈菜（小見川千明）、細川雪（本渡楓）                                                                 | 「Danger in my 通學路」                                                                                 | 電視動畫《千緒的通學路》片頭曲          |
| 7月25日  |                                              | 四葉心（本渡楓）、櫻井希（石原夏織）                                                                                                 | 「」 | 電視動畫《見習神仙精靈》插曲            |
| 9月26日  | 漫畫女孩 BD、DVD第4卷特典CD                  | 戀塚小夢（本渡楓） | 「Memories」 「」                                                                                       | 電視動畫《漫畫女孩》相關歌曲            |
| 11月28日 |                                              | 法蘭秀秀 | 「」 | 電視動畫《佐賀偶像是傳奇》片頭曲        |
| 11月28日 |                                              | 法蘭秀秀 | 「」 | 電視動畫《佐賀偶像是傳奇》片尾曲        |
| 12月21日 | 佐賀偶像是傳奇 BD第1卷特典CD                 | 法蘭秀秀 | 「」 「」 「DEAD or RAP!!!」 「」                                                                       | 電視動畫《佐賀偶像是傳奇》插入曲        |
| 2019年   |                                              | | |                                         |
| 2月22日  | 佐賀偶像是傳奇 BD第2卷特典CD                 | 法蘭秀秀 | 「」 「To my Dearest」 「特攻DANCE 〜DAWN OF THE BAD〜」                                                | 電視動畫《佐賀偶像是傳奇》插入曲        |
| 4月2日   | 來自繽紛世界的明日 BD第3巻特典CD             | 月白琥珀（本渡楓） | 「最高の魔法」                                                                                          | 電視動畫《來自繽紛世界的明日》関連曲    |
| 5月24日  | 迷你刀使 BD特典CD                            | 衛藤可奈美（本渡楓）、安櫻美炎（茜屋日海夏）                                                                                         | 「」 | 電視動畫《迷你刀使》主題曲              |

### 组合成员
1. 1 2 3 4  烏丸千歲（千本木彩花）、久我山八重（本渡楓）、片倉京（石川由依）、苑生百花（鈴木繪理）、柴崎萬葉（大西沙織）
2. 1 2 3  煌上花音（本渡楓）、國枝詩穗（下地紫野）
3. 1 2  千矢（原田彩楓）、紺（本渡楓）、小梅（久保百合花）、乃乃（佳村遙）
4. ↑  星月美紀（洲崎綾）、若葉昴（佐仓绫音）、成海遙香（雨宮天）、天野望（東山奈央）、火向井百合（上坂堇）、常磐胡桃（早見沙織）、煌上花音（本渡楓）、國枝詩穗（下地紫野）、粒咲杏子（內山夕實）、芹澤蓮華（南條愛乃）、楠明日葉（田村睦心）、藤宮櫻（久野美咲）、南日向（五十嵐裕美）、莎朵霓（悠木碧）、千導院楓（木戶衣吹）、綿木蜜雪兒（加藤英美里）、朝比奈心美（原田瞳）、蓮見烏拉拉（內田真禮）、美紗希（高橋李依）
5. ↑  熱海初夏（本渡楓）、銀山心雪（長繩麻理亞）、白濱帆南美（谷口夢奈）、和倉雅奈（戶田惠）、指宿繪璃菜（松田颯水）
6. ↑  阿佐谷未乃愛（本渡楓）、上井草有（千本木彩花）、高圓寺美子（東城日沙子）
7. ↑  赤尾光、本渡楓、大西沙織、高橋李依
8. 1 2  源櫻（本渡楓）、二階堂咲（田野麻美）、水野愛（種田梨沙）、紺野純子（河瀨茉希）、夕霧（衣川里佳）、星川莉莉（田中美海）

## 外部連結
- I'm Enterprise的人物簡介 （页面存档备份，存于）（日語）
- 本渡楓的X（前Twitter）